# 善女龍王

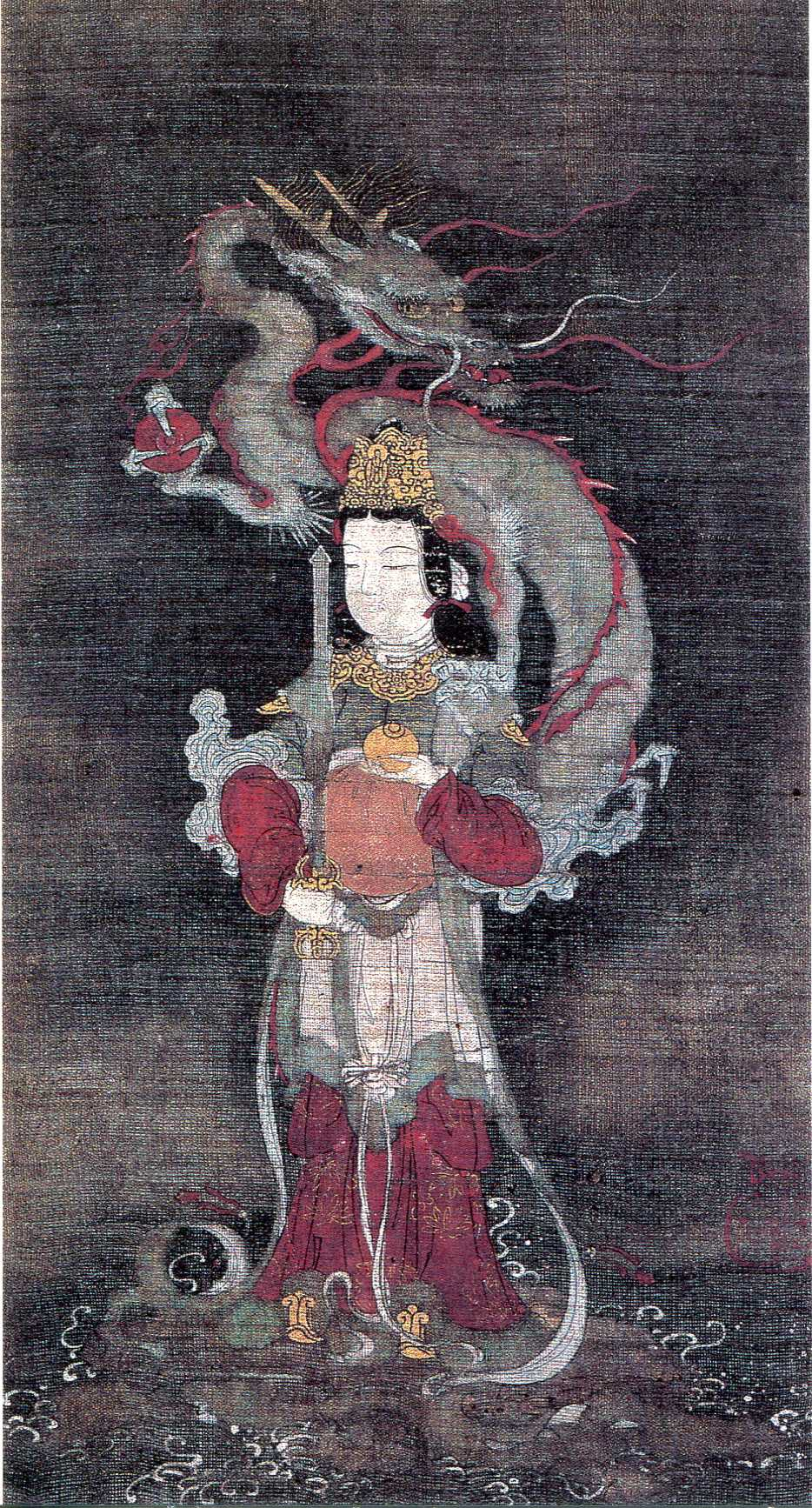
善女龍王像 長谷川等伯・畫 安土桃山時代 七尾美術館藏

善女龍王（日语：〔〕／），也作善如龍王，是佛教的守護神，龍王之一，祈雨的對象。

## 概要
法華經第五巻提婆達多品第十二之中有『娑竭羅龍王女 年始八歳 智慧利根 善知衆生 諸根行業 得陀羅尼』之記述。八大龍王之一的沙掲羅龍王之三女，奉祀在神泉苑、金剛峯寺的鎮守社。和醍醐寺的鎮守「清瀧權現」被視為同一神。

## 脚注
1. ↑  也作「娑伽羅」「沙羯羅」「娑竭羅」。

## 關連項目
- 七面天女
- 頗梨采女
- 歲德神